# Valeri Kozlov

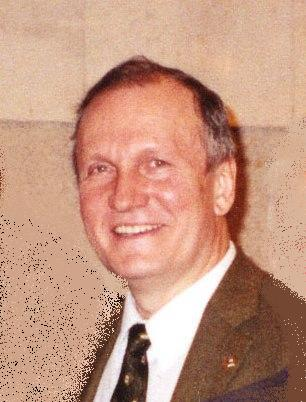

Valeri Vasílievich Kozlov (en ruso: Валерий Васильевич Козлов, nacido el 1 de enero de 1950 en el Óblast de Riazán), es un matemático y físico matemático ruso.

## Educación y carrera
Kozlov estudió desde 1967 en la Universidad Estatal de Moscú, donde obtuvo su título universitario en 1972 y su título de Candidato en Ciencias en 1974 con Andréi Kolmogórov con la tesis Качественное исследование движения тяжёлого твёрдого тела в интегрируемых случаях (Estudio cualitativo del movimiento de un cuerpo rígido pesado en casos integrables).  En la Universidad Estatal de Moscú fue profesor y asistente y en 1978 completó su título de Doctor en Ciencias Ruso (habilitación) con la tesis Вопросы качественного анализа в динамике твёрдого тела (Cuestiones de análisis cualitativo en la dinámica de un cuerpo rígido). En la Universidad Estatal de Moscú en 1983 fue nombrado profesor de mecánica teórica y en 2002 jefe del Departamento de Estadística Matemática y Procesos Aleatorios. En el Instituto de Matemáticas Steklov fue nombrado en 2003 jefe del departamento de mecánica y en 2004 director adjunto del instituto. 
De 1980 a 1987 fue vicedecano de ciencia e investigación de la Facultad de Matemáticas y Mecánica de la Universidad Estatal de Moscú. De 1997 a 2001 fue Viceministro de Educación de la Federación de Rusia. 
La investigación de Kozlov aborda la mecánica teórica y estadística y áreas matemáticas relacionadas, como la teoría cualitativa de ecuaciones diferenciales y consideraciones topológicas en la integrabilidad de sistemas dinámicos. En 1979 demostró que para variedades bidimensionales {\displaystyle M} con género mayor que 1 (es decir, excluyendo esferas topológicas y toros), el flujo geodésico (y soluciones generales de las ecuaciones de Hamilton en el fibrado tangencial asociado de {\displaystyle M} ) no tiene otras integrales analíticas reales aparte de la energía.
Fue elegido en 1997 miembro correspondiente y en 2000 miembro de pleno derecho de la Academia de Ciencias de Rusia. Se convirtió en vicepresidente de la Academia en 2001 y fue su presidente interino durante unos meses en 2017 (tras la renuncia de Vladimir Fortov). Kozlov también es miembro de la Academia Serbia de Ciencias y Artes y de la Academia Europea de Artes y Ciencias. 
Kozlov fue el fundador y editor en jefe de la revista Regular and Chaotic Dynamics.
En 2007 recibió la Medalla de Oro Leonhard Euler de la Academia de Ciencias de Rusia y en 2018 su Premio Demidov, en 2009 el Premio Gili Agostinelli de la Academia de Ciencias de Turín,  en 2000 el Premio Kovalevskaya de la Academia de Ciencias de Rusia y en 1988 su Chaplygin Prize (en ruso: Премия имени С. А. Чаплыгина). y en 1994 el Premio Estatal de la Federación Rusa. 

## Publicaciones seleccionadas

### Artículos
- Topological obstructions to the integrability of natural mechanical systems, Doklady Akad. Nauka SSSR, vol. 249, 1979, pp. 1299–1302 (English translation, Sov. Math. Doklady, vol. 20, 1979, pp. 1413–1415)
- Integrability and non-integrability in Hamiltonian mechanics, Russian Mathematical Surveys, vol. 38, 1983, pp. 1–76 doi 10.1070/RM1983v038n01ABEH003330
- Calculus of variations in the large and classical mechanics, Russian Mathematical Surveys, vol. 40, 1985, issue 2 doi 10.1070/RM1985V040N02ABEH003557
- with Alexander Harin: Kepler's problem in constant curvature spaces, Celestial Mechanics and Dynamical Astronomy, vol. 54, 1992, pp. 393–399 doi 10.1007/BF00049149

### Libros
- Kozlov, Valeriĭ V.; Treshchëv, Dmitriĭ V. (5 de agosto de 1991). Billiards: A Genetic Introduction to the Dynamics of Systems with Impacts: A Genetic Introduction to the Dynamics of Systems with Impacts. American Mathematical Soc. ISBN 9780821845509.
- Kozlov, Valeriĭ V., ed. (1995). Dynamical Systems in Classical Mechanics. Translations of the American Mathematical Society, Series 2 168. American Mathematical Soc. ISBN 978-0-8218-0427-8.
  - Fedorov, Yuri N., and Valery V. Kozlov. "Various aspects of n-dimensional rigid body dynamics." (1995): 141-172. (book chapter in Dynamical Systems in Classical Mechanics)
- Arnold, Vladimir I.; Kozlov, Valery V.; Neishtadt, Anatoly I. (5 de julio de 2007). Mathematical Aspects of Classical and Celestial Mechanics: Dynamical Systems III. Encyclopaedia of Mathematical Sciences 3 (3rd edición). ISBN 978-3-540-48926-9.[3]
- Kozlov, Valerij V. (6 de diciembre de 2012). Symmetries, Topology and Resonances in Hamiltonian Mechanics. Springer. ISBN 978-3-642-78393-7.
- Kozlov, Valery V.; Furta, Stanislav D. (13 de enero de 2013). Asymptotic Solutions of Strongly Nonlinear Systems of Differential Equations. Springer Science & Business Media. ISBN 978-3-642-33817-5.